# Qualificazioni al campionato europeo maschile di calcio 1988 - Gruppo 7

## Classifica
| Team        | PT | G | V | N | P | RF | RS | DR  |
| ----------- | -- | - | - | - | - | -- | -- | --- |
| Irlanda     | 11 | 8 | 4 | 3 | 1 | 10 | 5  | +5  |
| Bulgaria    | 10 | 8 | 4 | 2 | 2 | 12 | 6  | +6  |
| Belgio      | 9  | 8 | 3 | 3 | 2 | 16 | 8  | +8  |
| Scozia      | 9  | 8 | 3 | 3 | 2 | 7  | 5  | +2  |
| Lussemburgo | 1  | 8 | 0 | 1 | 7 | 2  | 23 | −21 |

## Risultati
| Arbitro: | Ioan Igna |

|                       |           |                                |
| Claesen 14’ Scifo 69’ | Marcatori | 18’ Stapleton 90’ (rig.) Brady |

| Glasgow 10 settembre 1986, ore 20:00 CET | Scozia           | 0 – 0 referto | Bulgaria | Hampden Park (35,070 spett.)\| Arbitro: \| Erik Fredriksson \| |
| Arbitro:                                 | Erik Fredriksson |               |          |                                                                |

| Arbitro: | Krzysztof Czemarmazowicz |

|  |           |                                                              |
|  | Marcatori | 6’ Gerets 9’, 54’, 89’ Claesen 41’ Vercauteren 87’ Ceulemans |

| Dublino 15 ottobre 1986, ore 15:30 CET | Irlanda     | 0 – 0 referto | Scozia | Lansdowne Road (47,000 spett.)\| Arbitro: \| Einar Halle \| |
| Arbitro:                               | Einar Halle |               |        |                                                             |

| Arbitro: | Eysteinn Guðmundsson |

|                                     |           |  |
| Cooper 24’ (rig.), 38’ Johnston 70’ | Marcatori |  |

| Arbitro: | Victoriano Sánchez Arminio |

|             |           |           |
| Janssen 48’ | Marcatori | 62’ Tanev |

| Arbitro: | Henk van Ettekoven |

|  |           |              |
|  | Marcatori | 8’ Lawrenson |

| Arbitro: | Carlos Silva Valente |

|                       |           |               |
| Tanev 41’, 82’ (rig.) | Marcatori | 53’ Stapleton |

| Arbitro: | Michel Vautrot |

|                                       |           |            |
| Claesen 10’, 55’, 86’ Vercauteren 75’ | Marcatori | 14’ McStay |

| Dublino 29 aprile 1987, ore 18:15 CET | Irlanda        | 0 – 0 referto | Belgio | Lansdowne Road (44,629 spett.)\| Arbitro: \| Heinz Holzmann \| |
| Arbitro:                              | Heinz Holzmann |               |        |                                                                |

| Arbitro: | Guðmundur Haraldsson |

|             |           |                                             |
| Langers 59’ | Marcatori | 49’ Sadakov 55’ Sirakov 62’ Tanev 82’ Kolev |

| Arbitro: | Ion Craciunescu |

|                                    |           |  |
| Sirakov 25’ Yordanov 39’ Kolev 56’ | Marcatori |  |

| Arbitro: | Renzo Peduzzi |

|  |           |                       |
|  | Marcatori | 44’ Galvin 64’ Whelan |

| Arbitro: | Keith Cooper |

|                           |           |            |
| Stapleton 31’ McGrath 75’ | Marcatori | 28’ Krings |

| Arbitro: | Karl-Heinz Tritschler |

|                       |           |  |
| Sirakov 19’ Tanev 70’ | Marcatori |  |

| Arbitro: | Jan Keizer |

|                       |           |  |
| McGrath 52’ Moran 83’ | Marcatori |  |

| Arbitro: | Paolo Casarin |

|                        |           |  |
| McCoist 14’ McStay 79’ | Marcatori |  |

| Arbitro: | Egil Nervik |

|                                     |           |  |
| Ceulemans 17’ Degryse 55’ Crève 81’ | Marcatori |  |

| Arbitro: | Helmut Kohl |

|  |           |            |
|  | Marcatori | 86’ Mackay |

| Esch-sur-Alzette 2 dicembre 1987, ore 19:15 CET | Lussemburgo    | 0 – 0 referto | Scozia | Stade de la Frontière (2,022 spett.)\| Arbitro: \| Manfred Neuner \| |
| Arbitro:                                        | Manfred Neuner |               |        |                                                                      |

## Classifica marcatori
7 reti
- Nico Claesen

5 reti
- Lachezar Tanev (1 rig.)

3 reti
- Nasko Sirakov
- Frank Stapleton

2 reti
- Jan Ceulemans
- Franky Vercauteren
- Hristo Kolev
- Paul McGrath
- Davie Cooper (1 rig.)
- Paul McStay

1 rete
- Peter Crève
- Marc Degryse
- Eric Gerets
- Pier Janssen
- Enzo Scifo
- Ayan Sadakov
- Georgi Yordanov
- Liam Brady (1 rig.)
- Tony Galvin
- Mark Lawrenson
- Kevin Moran
- Ronnie Whelan
- Armin Krings
- Robby Langers
- Mo Johnston
- Gary Mackay
- Ally McCoist